# Rus
|  | Per a altres significats, vegeu «Rus (desambiguació)». |

El rus és la llengua eslava més parlada. Pertany al grup de les llengües indoeuropees. A partir del segle x en trobem les primeres restes d'escriptura. Tot i que conserva la majoria de l'estructura comuna de les paraules eslaves, el rus modern conté una gran quantitat de vocabulari d'origen internacional per la política, la ciència i la tecnologia. És una llengua d'importància política al segle xx, essent un dels idiomes oficials de les Nacions Unides.
El rus és l'idioma més estès geogràficament d'Euràsia, així com l'idioma natiu més gran d'Europa, amb una estimació d'entre 150 i 180 milions de parlants nadius, que el situen com el setè idioma més parlat al món per nombre de parlants nadius. Així mateix seria (el 1997) el quart idioma pel nombre total de parlants.
El rus s'escriu amb una versió moderna de l'alfabet ciríl·lic, que està composta per 33 caràcters. Aquest alfabet fou ideat entre els segles ix i x a partir de l'alfabet grec. Actualment, és l'alfabet comú de les llengües eslaves i també l'utilitzen altres llengües.
És un idioma oficial a Rússia, Belarús, el Kirguizstan, el Kazakhstan, Abkhàzia i Ossètia del Sud; d'ampli ús a Ucraïna (llengua materna d'un 29,6% de la seva població); d'ampli ús a Estònia i Letònia (que tenen entre un quart i un terç de població russoparlant) i de facto oficial a Transnístria (regió de Moldàvia). A més, és un dels sis idiomes oficials de l'ONU. És parlat també per importants sectors de la població de les altres nacions que alguna vegada van pertànyer a la Unió Soviètica.
L'educació en rus és encara una opció freqüent per a molts dels nadius o estudiants de rus en moltes de les antigues repúbliques soviètiques. El 97% dels estudiants d'educació pública a Rússia, 75% a Belarús, 41% al Kazakhstan, 24% a Ucraïna, el 23% al Kirguizstan, 21% a Moldàvia, 7% a l'Azerbaidjan i 5% a Geòrgia reben totes o la majoria de les classes en rus. La llengua estàndard està basada en el dialecte moscovita.
Les llengües més similars al rus, lingüísticament parlant, són el belarús i l'ucraïnès, llengües amb les quals forma la branca oriental de les llengües eslaves.

## Classificació
El rus és un idioma eslau, de la família indoeuropea. Tenint en compte només la parla, les llengües més semblants són el belarús i l'ucraïnès, les altres llengües nacionals en el grup eslau oriental.
El vocabulari bàsic, la morfologia i l'estil literari han estat influïts per l'eslau eclesiàstic, llengua del grup eslau meridional que era utilitzat per l'Església Ortodoxa russa. Per això, gran part de l'actual vocabulari literari és més semblant al búlgar que a l'ucraïnès o al belarús. Tanmateix, les formes de l'eslau oriental romanen en els diversos dialectes, resultant que en determinats casos s'usen les dues formes, amb sentits lleugerament diferents.

## Distribució geogràfica
El rus es parla principalment a Rússia i, en menor mesura, en els altres països que van constituir l'URSS i Mongòlia. Fins al 1917, va ser l'únic idioma oficial de l'Imperi Rus. Des del període soviètic, fluctua l'actitud davant les llengües de les altres ètnies. Encara que cada una de les repúbliques soviètiques tenia la seva pròpia llengua oficial, el prestigi inicial va ser reservat per al rus. Després de la desintegració a 1991, les nacions novament independents han promogut les seves llengües natives. Això ha fomentat la disminució del coneixement del rus per algunes nacions, encara que roman com a idioma d'intercanvi polític i econòmic a la regió.
A Letònia el seu reconeixement oficial i la seva legalitat a les aules ha estat un tema de debat important en un país on més d'un terç de la població parla rus, sobretot entre els que van emigrar després de la Segona Guerra Mundial de Rússia o altres parts de l'URSS (Belarús, Ucraïna). De manera similar, a Estònia els immigrants de l'època soviètica i els seus descendents constitueixen aproximadament la quarta part de la població actual. Pel que fa a Lituània, una població molt menor de parla russa ha estat assimilada després de la independència i actualment representa menys d'una desena part de la població total del país.
Al segle xx, el rus va ser ensenyat sovint en les nacions comunistes de l'antic Pacte de Varsòvia i en altres països satèl·lits, com Polònia, Bulgària, i Txecoslovàquia. No obstant això les generacions més joves no ho dominen, ja que el rus no és obligatori en el seu sistema educatiu.
A Israel viuen uns 750.000 immigrants jueus de l'antiga URSS, i la premsa israeliana sovint publica en rus. Centenars de milers de persones de parla russa també viuen a Amèrica del Nord i Europa Occidental. En general, els descendents dels emigrants perden la parla russa abans de la quarta generació. Les comunitats russoparlants a Europa occidental totalitzen aproximadament 3 milions.
Antigament els descendents d'emigrants russos tendien a perdre el llenguatge en la tercera generació. En l'actualitat, donada la facilitat de viatjar i l'accés a TV i pàgines web russes, és probable que sobrevisqui més temps.
Població aproximada de parlants de rus:
| Font                                                                        | Parlants natius | Posició | Parlants en total | Posició Total |
| --------------------------------------------------------------------------- | --------------- | ------- | ----------------- | ------------- |
| G. Weber, "Top Languages", Language Monthly, 3: 12-18, 1997, ISSN 1369-9733 | 160.000.000     | 7       | 285.000.000       | 4             |
| SIL Ethnologue                                                              | 167.000.000     | 7       | 277.000.000       | 5             |

### Oficialitat
El rus és la llengua oficial de Rússia i una de les llengües oficials de Belarús, el Kazakhstan, el Kirguizstan, Abkhàzia i Ossètia del Sud i no té estat oficial, però és llengua oficial de facto, a la "República Moldava de Transnístria".
És un dels sis idiomes oficials de les Nacions Unides.
L'educació en rus és encara una opció popular per a molts dels natius o estudiants de rus en moltes de les antigues repúbliques soviètiques.
El 97% dels estudiants d'educació pública a Rússia, 75% a Belarús, 41% al Kazakhstan, 24% a Ucraïna, 23% al Kirguizstan, 21% a Moldàvia, 7% a l'Azerbaidjan i 5% a Geòrgia reben totes o la majoria de les classes en rus.

## Dialectes i llengües relacionades
Malgrat la igualació a partir de 1900, especialment pel que fa al vocabulari, existeix un gran nombre de dialectes a Rússia. Alguns lingüistes divideixen els dialectes del rus en dos grups regionals principals, el "nord" i el "sud", amb Moscou com a zona de transició entre ambdós. Altres ho divideixen en tres grups: "nord", "central" i "sud", amb Moscou en el grup central. Els dialectòlegs reconeixen dins de Rússia dotzenes de varietats menors.
Els dialectes del nord tenen com a característica més notòria la pronunciació clara del fonema /o/ en posicions àtones, fenomen denominat ókanie (оканье), mentre que en els accents del sud, incloent-hi Moscou, passa a pronunciar-se /ʌ/). Així mateix, en l'accent del sud es palatalitza el fonema /t/ en posició final i s'aspira el fonema /g/, que passa a assemblar-se més al fonema /h/. També són aquestes característiques comunes amb l'ucraïnès modern, la qual cosa indica la influència entre ambdós.
Entre els primers a estudiar la dialectologia russa va estar Mikhaïl Lomonóssov al segle xviii. Al segle xix Vladímir Dal va compilar el primer diccionari que incloïa vocabulari dialectal. L'estudi detallat dels dialectes del rus va començar a principis del segle xx. Cal destacar-ne l'Atles Dialectològic de la Llengua Russa (Диалектологический атлас русского языка), publicat en tres volums entre 1986-1989, després de quatre dècades de treball.
Hi ha una sèrie d'idiomes que deriven del rus:
- Fénia o fenka, un argot criminal d'origen antic, amb la gramàtica russa però amb vocabulari diferent.
- Súrjik, és una llengua amb molta mescla, barreja d'ucraïnès i rus, parlada en algunes àrees rurals d'Ucraïna.
- Trassianka, és una barreja de rus i belarús utilitzada per un gran percentatge de la població rural a Belarús.
- Russenorsk, és una llengua molt peculiar ja desapareguda, que usava vocabulari rus i gramàtica noruega. Es feia servir per comunicar-se entre els russos i noruecs de Svalbard i la península de Kola.

## Història
La història del rus pot dividir en les següents etapes:
- Orígens
- El període de la Rus de Kíev (segles IX i XI). La Rus de Kíev o l'Estat Rus antic va ser el primer estat eslau oriental, dirigit des de la ciutat de Kíev, ara a Ucraïna, des d'aproximadament 880 fins a mitjan segle xii. Els regnats de Vladímir I de Kíev (980-1015) i el seu fill Iaroslau I (1019-1054) van suposar l'edat d'or de Kíev, que va veure l'acceptació del cristianisme ortodox i la creació del primer codi legal escrit en llengua eslava, el Rússkaia Pravda. Rus de Kíev era l'estat europeu més extens de l'edat mitjana.
- La ruptura feudal (segles XII al XIV)
- El període de la Rus Moscovita (segles XV al XVII)
- L'Imperi (segles xviii i xix)
- Era soviètica i època actual (segle xx)

Si es jutja pels registres històrics, a començaments del segle xi, el grup que predominava sobre la majoria de les modernes Rússia europea, Ucraïna i Belarús era la branca oriental dels eslaus, que parlaven una sèrie de dialectes molt relacionats entre si. La unificació política de la regió en la Rus de Kíev, de la qual tant Rússia com Ucraïna s'originen, va seguir poc després per l'adopció del Cristianisme a 988 i la fundació de l'eslau eclesiàstic antic com la llengua litúrgica i literària. Va ser en aquesta època quan els préstecs i calcs del grec medieval van començar a entrar a la llengua vernacla, i simultàniament el llenguatge literari va començar a modificar-se per assemblar-se a l'eslau oriental.
La diferenciació dialectològica es va accelerar després de la ruptura de la Rus de Kíev en 1100, i amb la conquesta mongola del segle xiii. Després de la separació del jou tàtar a finals del segle xiv, el centre polític i lingüístic de la Rússia europea es va traslladar a Moscou. Hi ha algun consens sobre el fet que el rus i ucraïnès es poden considerar idiomes diferents a més trigar des d'aquest període. Fins a finals del segle xvii un derivat de l'eslau eclesiàstic va ser l'idioma oficial, però, malgrat els intents d'estandardització, per personatges com Meleti Smotritski (circa 1620), la seva integritat ja estava aleshores compromesa per una incipient literatura seglar.
Les reformes polítiques de Pere el Gran van ser acompanyades per una reforma de l'alfabet, i es va aconseguir l'objectiu de secularització seguint el model occidental. Grans quantitats de vocabulari especialitzat es van introduir en el rus procedents de l'Europa occidental. En 1800, un nombre significant de l'aristocràcia parlava diàriament francès, i en menor nombre alemany. El llenguatge literari modern es considera que data de l'època d'Aleksandr Puixkin en el primer terç del segle xix.
L'agitació política de principis del segle xx i els canvis radicals d'ideologia política van donar al rus escrit l'aparença moderna després de la reforma ortogràfica de 1918. Les circumstàncies polítiques i els èxits soviètics en les branques militar, científica i tecnològica (especialment en la cursa espacial) van donar al rus un prestigi internacional, tot i que de vegades de manera ressentida.
Després del col·lapse de 1990-1991, la moda per l'estil occidental, les incerteses econòmiques i les dificultats amb el sistema educatiu fan que sigui inevitable un ràpid canvi en el llenguatge. El rus d'avui és una llengua en ebullició.
L'any 2007 va ser designat Any Internacional de la Llengua Russa.

## Escriptura
El rus s'escriu amb l'alfabet ciríl·lic. Actualment consta de 33 caràcters, 31 dels quals són fonèmics i 2 en són signes. La llengua russa fa servir de fet dues versions d'aquest alfabet, una mecanografiada i l'altra lligada, que s'empra quan s'escriu a mà. Aquestes dues versions presenten algunes diferències notables.
| А /a/ | Б /b/ | В /v/   | Г /g/ | Д /d/ | Е /je/ | Ё /jo/ | Ж /ʒ/  | З /z/ | И /i/  | Й /j/  |
| К /k/ | Л /l/ | М /m/   | Н /n/ | О /o/ | П /p/  | Р /ʀ/  | С /s/  | Т /t/ | У /u/  | Ф /f/  |
| Х /ɤ/ | Ц /ʦ/ | Ч /tʲʆ/ | Ш /ʃ/ | Щ /ʆ/ | Ъ //   | Ы /ɪ/  | Ь / ʲ/ | Э /ɛ/ | Ю /ju/ | Я /ja/ |

Hi ha antigues lletres que han estat abolides però que poden aparèixer en algunes edicions, com ѣ /ě:/ o /e/, і /i/, y ѧ /ja/ o /ʲa/. Els yers, o signes dur i tou respectivament ъ y ь originalment corresponien amb els fonemes ultrabreus / u / i / j /, respectivament.
Per a situacions o entorns en què no sigui possible fer servir l'alfabet ciríl·lic, és habitual l'ús dels sistemes de romanització.

### Ortografia
L'ortografia del rus reflecteix amb relativa fidelitat l'articulació dels fonemes si bé, com la majoria de les llengües vives, té alguns punts controvertits i inconsistències. L'ortografia actual està basada en la gran reforma de 1918 i en la codificació final de 1956. Es va proposar una reforma el 1964, però no ha estat ben acollida i finalment no s'ha adoptat.
La puntuació, originalment basada en el grec medieval, es va canviar durant els segles xvii i xviii amb la influència de l'alemany i el francès.

## Fonètica
El sistema fonològic del rus és una herència de l'eslau comú, però va patir un gran nombre de canvis en les seves primeres etapes històriques, abans d'establir-se de manera global cap al segle xv. Els diferents dialectes poden mostrar variacions radicals en la fonètica. El rus es caracteritza per una assimilació retrògrada de sonorització i de palatalització.
L'idioma té cinc vocals, que al seu torn corresponen dues lletres a cada una, depenent de si palatalitzen a la consonant prèvia o, en contextos d'inici de paraula, si presenten un apèndix palatal articulat com a / j /. Les consonants, així mateix, poden classificar-se en parelles segons es realitzin palatalitzades o no. La llengua estàndard, basada en el dialecte moscovita, té un accent prosòdic molt fort i una modulació moderada del to (que no obstant això, no actua com a diferenciador lèxic). Les vocals tòniques s'allarguen fins a cert punt en certs contextos fonològics i segons les necessitats expressives i entonacions, mentre que les vocals àtones tendeixen a reduir-se a una schwa (és a dir, la vocal neutra del català oriental). Els grups consonàntics de tres o més elements solen simplificar.
Les consonants sonores (/ b /, / b ʲ /, / d /, / d ʲ / / g /, / v /, / v ʲ /, / z /, / z ʲ /, / ʐ /, i /ʑʑ/) ensordeixen al final de la paraula, a menys que la propera paraula comenci amb una sonora obstructiva. /g/, a més de fer-sorda es lenifica a [x].
El rus permet agrupacions consonants. Algunes, com en встретить [fstr ʲ et ʲ ɪt ʲ] (trobar-se amb), poden tenir fins a quatre segments. Les agrupacions de quatre consonants són possibles, però no gaire comuns, especialment en un morfema. Algunes agrupacions potencials són també suprimides. Verbigràcia, les oclusives dentals se salten entre una continuant dental i una nasal dental: лестный [ˈlʲɛsnɨj] (adulador).

## Gramàtica
El rus ha conservat una estructura indoeuropea flexiva, encara que s'ha anivellat considerablement. Les característiques es poden resumir en:
- Morfologia altament flexiva.
- Una sintaxi que, per al llenguatge literari, és la fusió conscient de tres elements
  - Un origen vernacle.
  - L'herència del llenguatge litúrgic de l'Església Ortodoxa.
  - Estil europeu occidental.
- El llenguatge parlat ha estat notablement influït pel literari, però conserva formes característiques. Els dialectes tenen molts elements gramaticals que no són estàndard, dels quals alguns es tracten d'arcaismes ja descartats pel llenguatge literari.

La declinació nominal està subjecta a sis casos (nominatiu, genitiu, datiu, acusatiu, instrumental i locatiu [o preposicional]), en dos nombres (singular i plural), que obeeixen sempre a un gènere gramatical (masculí, femení i neutre). Es conserva una forma vocativa per a paraules i noms de procedència religiosa, com per exemple Боже /boʒə/ "Déu". Els adjectius, pronoms i els dos primers nombres cardinals varien de gènere. El rus antic tenia un tercer nombre, el dual, però s'ha perdut tret del seu ús en els casos nominatiu i acusatiu pels nombres dos, tres i quatre (два стула /dva stula/, "dues cadires", recategoritzat avui com un genitiu singular). En rus hi ha tres tipus de declinació. La primera s'empra per als substantius masculins i neutres. La segona declinació per a la major part dels substantius femenins i la tercera s'empra amb els substantius femenins acabats en ь i els neutres acabats en мя.
La conjugació verbal s'estructura amb tres persones en dos nombres i tres temps simples (present, futur i passat) amb formes perifràstiques pel futur i subjuntiu, així com formes imperatives i participis de present i passat distingits per l'ús adjectiu o adverbial. Existeixen dues veus: la veu activa i la passiva, que es construeix mitjançant l'afegiment d'un sufix reflexiu (-ся/-сь) a la forma activa. Un tret interessant és que el temps passat es construeix per concordar en gènere amb el subjecte, ja que és el participi d'un temps perfet originalment perifràstic format amb el present de быть /b1t'/ "ésser", que en l'actualitat s'omet tret per un estrany efecte arcaic, normalment en frases fetes (откуда есть пошла русская земля - "d'on és vinguda la terra russa").
No existeixen articles, ni determinats ni indeterminats. El sentit d'un substantiu es determina pel context en què apareix, i els adjectius concorden amb els substantius que modifiquen en gènere, nombre i cas.

## Patronímics
Els russos tenen un nom patronímic compost pel nom de pila del pare més els sufixos ovitx (oвич) o evitx (eвич), que signifiquen "fill de", l'equivalent per a les dones són evna (евна) o ovna (овна), "filla de". Finalment, en el cognom de la família hi ha la distinció entre home i dona: ov (oв) o ev (eв) per als homes i ova (oвa) o eva (eвa) per a les dones. Per exemple: Fiódor Mikhàilovitx Dostoievski (fill de Mikhaïl) o Janna Vladímirovna Kopilova, filla de Vladímir; Dmitri Iúrievitx Ivanov (fill d'Iuri Ivanov, masculí) o Iekaterina Iúrievna Ivanova (filla d'Iuri Ivanov, femení).

## Vocabulari
El nombre total de paraules en rus és difícil de calcular atesa l'habilitat d'aglutinar i de crear múltiples compostos, diminutius, etc.
A tall il·lustratiu es llisten seguidament el nombre de paraules que recullen els diccionaris més importants dels últims dos segles, així com el vocabulari total de Puixkin:
| Obra                        | Any       | Paraules   | Notes |
| --------------------------- | --------- | ---------- | --- |
| Diccionari acadèmic, I Ed   | 1789-1794 | 43.257     | Rus i eslau eclesiàstic amb algunes paraules pertanyents al rus antic                                                                |
| Diccionari acadèmic, II Ed  | 1806-1822 | 51.388     | Rus i eslau eclesiàstic amb algunes paraules pertanyents al rus antic                                                                |
| Obra de Puixkin             | 1810-1837 | 21.197     | -- |
| Diccionari acadèmic, III Ed | 1847      | 114.749    | Rus i eslau eclesiàstic amb algunes paraules pertanyents al rus antic                                                                |
| Diccionari de Dahl          | 1880-1882 | 195.844    | 44.000 entrades agrupades lexicalment; intent de catalogar la llengua vernacla, incloent-hi algunes paraules belarussa o ucraïneses. |
| Diccionari d'Ushakov        | 1934-1940 | 85.289     | Llengua actual amb alguns arcaismes                                                                                                  |
| Diccionari acadèmic         | 1950-1965 | 120.480    | Diccionari complet de l'idioma modern                                                                                                |
| Diccionari d'Ozhegov        | 1991      | 61.458     | Llenguatge més o menys modern |
| Diccionari de Lopatin       | 2000      | c. 160.000 | Llenguatge actual |

Els filòlegs han estimat que avui dia l'idioma pot contenir entre 350.000 i 500.000 paraules.
"Русский" o "руский". Com a incís històric, Vladímir Dal encara insistia a la segona meitat del segle xix que l'escriptura correcta de l'adjectiu русский, que es feia servir uniformement per a referir-se a tots els súbdits eslaus de l'imperi, així com a l'idioma oficial, era руский, amb una с (s), d'acord amb la tradició i el que ell va encunyar com "l'esperit del llenguatge". Ho va contradir el filòleg Grot, que va afirmar que es distingien perfectament les esses geminades.

## Alfabet
L'alfabet rus és el següent:
| Majúscula                                | Minúscula | Nom                                    | Nom antic¹                                                 | SAMPA              | Exemple                      | Valor numèric 19 | Mètode abreujat |
| ---------------------------------------- | --------- | -------------------------------------- | ---------------------------------------------------------- | ------------------ | ---------------------------- | ---------------- | --------------- |
| А                                        | а         | а [a]                                  | азъ [as]                                                   | /a/                | a de pa                      | 1                | U+0410 / U+0430 |
| Б                                        | б         | бэ [bɛ]                                | буки ['bu.kʲɪ]                                             | /b/ o /bʲ/         | b de Barcelona               | -                | U+0411 / U+0431 |
| В                                        | в         | вэ [vɛ]                                | вѣди ['vʲe.dʲɪ]                                            | /v/ o /vʲ/         | v com en francès voiture     | 2                | U+0412 / U+0432 |
| Г                                        | г         | гэ [gɛ]                                | глаголь [glʌ'golʲ]                                         | /g/                | g de gat                     | 3                | U+0413 / U+0433 |
| Д                                        | д         | дэ [dɛ]                                | добро [də'bro]                                             | /d/ o /dʲ/         | d de dit                     | 4                | U+0414 / U+0434 |
| Е                                        | е4        | е [jɛ]                                 | есть [jɛstʲ]                                               | /jɛ/ o / ʲɛ/       | ie de Iemen                  | 5                | U+0415 / U+0435 |
| Ё                                        | ё4,7      | ё [jo]                                 | -                                                          | /jo/ o / ʲo/       | io de iogurt                 | -                | U+0401 / U+0451 |
| Ж                                        | ж         | жэ [ʐɛ]                                | живѣте [ʐɨ'vʲɵ.tʲə]                                        | /ʐ/                | g de Girona                  | -                | U+0416 / U+0436 |
| З                                        | з         | зэ [zɛ]                                | земля [zʲɪ'mlʲa]                                           | /z/ o /zʲ/         | s sonora de casa / donzella  | 7                | U+0417 / U+0437 |
| И                                        | и4        | и [i]                                  | иже ['i.ʐɨ]                                                | /i/ o / ʲi/        | i de Figueres                | 8                | U+0418 / U+0438 |
| Й                                        | й         | и краткое [i 'kra.tkəjɪ]               | и съ краткой [i s 'kra.tkəj]                               | /j/                | i breu com en rei            | -                | U+0419 / U+0439 |
| К                                        | к         | ка [ka]                                | како ['ka.kə]                                              | /k/ o /kʲ/         | c de Cambrils                | 20               | U+041A / U+043A |
| Л                                        | л         | эль [ɛlʲ]                              | люди ['lʲu.dʲɪ]                                            | /l/ o /lʲ/         | l de lògica                  | 30               | U+041B / U+043B |
| М                                        | м         | эм [ɛm]                                | мыслѣте ['mɨ.slʲɪ.tʲɪ]                                     | /m/ o /mʲ/         | m de Martorell               | 40               | U+041C / U+043C |
| Н                                        | н         | эн [ɛn]                                | нашъ [naʂ]                                                 | /n/ o /nʲ/         | n de Noguera                 | 50               | U+041D / U+043D |
| О                                        | о         | o [o]                                  | онъ [on]                                                   | /o/                | o de ós                      | 70               | U+041E / U+043E |
| П                                        | п         | пэ [pɛ]                                | покой [pʌ'koj]                                             | /p/ o /pʲ/         | p de Pineda de Mar           | 80               | U+041F / U+043F |
| Р                                        | р         | эр [ɛr]                                | рцы [rʦɨ]                                                  | /r/ o /rʲ/         | r vibrant com a Rubí         | 100              | U+0420 / U+0440 |
| С                                        | с         | эс [ɛs]                                | слово ['slo.və]                                            | /s/ o /sʲ/         | s com a sac                  | 200              | U+0421 / U+0441 |
| Т                                        | т         | тэ [tɛ]                                | твердо [tvʲɛ.rdə]                                          | /t/ o /tʲ/         | t de Tarragona               | 300              | U+0422 / U+0442 |
| У                                        | у         | у [u]                                  | укъ [uk]                                                   | /u/                | u de solució                 | 400              | U+0423 / U+0443 |
| Ф                                        | ф         | эф [ɛf]                                | фертъ [fʲɛrt]                                              | /f/ o /fʲ/         | f de Figueres                | 500              | U+0424 / U+0444 |
| Х                                        | х         | ха [ha/ja]                             | хѣръ [xʲɛr]                                                | /h/j/              | h molt aspirada, com a halar | 600              | U+0425 / U+0445 |
| Ц                                        | ц         | цэ [ʦɛ]                                | цы [ʦɨ]                                                    | /ʦ/                | ts de teclats                | 900              | U+0426 / U+0446 |
| Ч                                        | ч         | че [ʨɛ]                                | червь [ʨervʲ]                                              | /ʨ/                | tx de despatx                | 90               | U+0427 / U+0447 |
| Ш                                        | ш         | ша [ʂa/sh]                             | ша [ʂa]                                                    | /ʂ/sh              | x de xocolata                | -                | U+0428 / U+0448 |
| Щ                                        | щ         | ща [ɕːa/chsh]                          | ща [ɕtɕa]                                                  | /ɕː/               | sx llarga                    | -                | U+0429 / U+0449 |
| Ъ                                        | ъ         | твёрдый знак ['tvʲо.rdəj 'znak]        | еръ [jer]; Yer                                             | Note²              | -                            | -                | U+042A / U+044A |
| Ы                                        | ы         | ы [ɨ]                                  | еры ['jɛ.rɨ]                                               | /ɨ/⁵               | i de illa                    | -                | U+042B / U+044B |
| Ь                                        | ь         | мягкий знак ['mʲækʲɪj 'znak]           | ерь [jerʲ]                                                 | / ʲ/3              | -                            | -                | U+042C / U+044C |
| Э                                        | э⁶        | э (э оборотное) ['ɛ (ɛ ə.bʌ'ro.tnəjɪ)] | -                                                          | /ɛ/                | e de entra                   | -                | U+042D / U+044D |
| Ю                                        | ю         | ю4 [yu]                                | ю [yu]                                                     | /yu/ o / ʲu/       | iu de Iugoslàvia             | -                | U+042E / U+044E |
| Я                                        | я4,16,17  | я [ya]                                 | я [ya]                                                     | /ya/ o / ʲa/       | ia de ia                     | -                | U+042F / U+044F |
| Lletres eliminades el 1918:              |           |                                        |                                                            |                    |                              |                  |                 |
| І                                        | і8        | -                                      | і десятеричное [i]                                         | /i/ or / ʲi/       | com a Irene                  | 10               |                 |
| Ѳ                                        | ѳ⁹        | -                                      | ѳита [fʲɪ'ta]                                              | /f/ o /fʲ/         | com a foca                   | 9                |                 |
| Ѣ                                        | ѣ¹⁰       | -                                      | ять [jætʲ]; Yat                                            | /jɛ/ o / ʲɛ/       | com е                        | -                |                 |
| Ѵ                                        | ѵ11       | -                                      | ижица ['i.ʐɨ.tsə]                                          | /i/ o / ʲi/        | com и                        | -                |                 |
| Lletres en desús abans del segle xviii18 |           |                                        |                                                            |                    |                              |                  |                 |
| Ѕ                                        | ѕ¹⁴       | -                                      | зѣло ['zʲɛ.lə]                                             | /dz/, /z/ o /zʲ/   | com з                        | 6                |                 |
| Ѯ                                        | ѯ12       | -                                      | кси [ksʲi]                                                 | /ks/ o /ksʲ/       | com кс                       | 60               |                 |
| Ѱ                                        | ѱ12       | -                                      | пси [psʲi]                                                 | /ps/ o /psʲ/       | com пс                       | 700              |                 |
| Ѡ                                        | ѡ13       | -                                      | омега [ʌ'mʲɛ.gə]                                           | /o/                | com о                        | 800              |                 |
| Ѫ                                        | ѫ         | -                                      | юсъ большой ['jus bʌlʲ'ʂoj], Yus                           | /u/,/ju/ o / ʲu/15 | com i o ю                    | -                |                 |
| Ѧ15                                      | ѧ15       | -                                      | юсъ малый ['jus 'mɑ.lɨj]                                   | /ja/ o / ʲa/¹⁶     | com я                        | -                |                 |
| Ѭ                                        | ѭ         | -                                      | юсъ большой іотированный ['jus bʌlʲ'ʂoj jʌ'tʲi.rə.vən.nɨj] | /ju/ o / ʲu/15     | com ю                        | -                |                 |
| Ѩ                                        | ѩ         | -                                      | юсъ малый іотированный ['jus 'mɑ.lɨj jʌ'tʲi.rə.vən.nɨj]    | /ja/ o / ʲa/15     | com я                        | -                |                 |